# Полиск мінералів

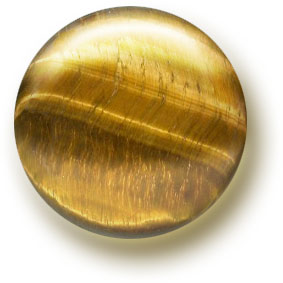
Мінерал «Тигрове око»

Полиск мінералів (рос. отлив минералов, англ. chatoyancy of minerals, нім. Schillern n der Minerale) — фізичне явище, пов'язане з блиском мінералів, поверхня яких характеризується явно вираженим орієнтуванням частинок, що складають мінерал. Для мінералів з паралельноволокнистою будовою характерний шовковистий полиск (азбест), а для мінералів з цілком досконалою спайністю — перламутровий (слюда, пластинчастий гіпс).